# Christophe Marguin
Christophe Marguin, né le  25 décembre 1967 à Lyon, est un chef cuisinier français, installé aux Échets à Miribel jusqu'à 2017 puis à Lyon.
Il a été nommé Président des Toques Blanches Lyonnaises de 2006 à 2012 et fut réélu depuis le 10 janvier 2015.

## Carrière
Il est également gérant-associé d'autres affaires, en particulier avec Mathieu Viannay et Frédéric Berthod.

### Le restaurant aux Échets
Il a repris le restaurant transmis par son père Jacques Marguin (dit Jacky), en 1992.
La « dynastie Marguin » débute en 1906 aux Échets avec Pierre Marguin (1878-1959), maréchal-ferrant de profession, qui tient une auberge — dans les bâtiments du restaurant de Christophe Marguin — avec sa femme Pierrette (1885-1932). Leur fils Louis (1910-1986) participe à l'affaire avec son épouse Catherine (1907-1992) ; dans les années 1930 il gère également une station-service en face de l'auberge. Après sa formation chez Paul Bocuse (avec Pierre Orsi), Jacques (dit Jacky), le fils de Louis et Catherine (et le père de Christophe Marguin) devient le cuisinier du restaurant ; il obtient une étoile Michelin en 1977. 
Christophe Marguin reprend officiellement l'affaire en 1999.
Depuis 1973, son père puis lui-même est membre de l'Académie culinaire de France (où Christophe détient le fauteuil d'Eugénie Brazier).
En 2017, Christophe Marguin annonce que son restaurant quitte Les Échets pour Lyon. Son restaurant familial était présent aux Échets depuis 1906, le bâtiment est démoli en 2019.

### Le Président

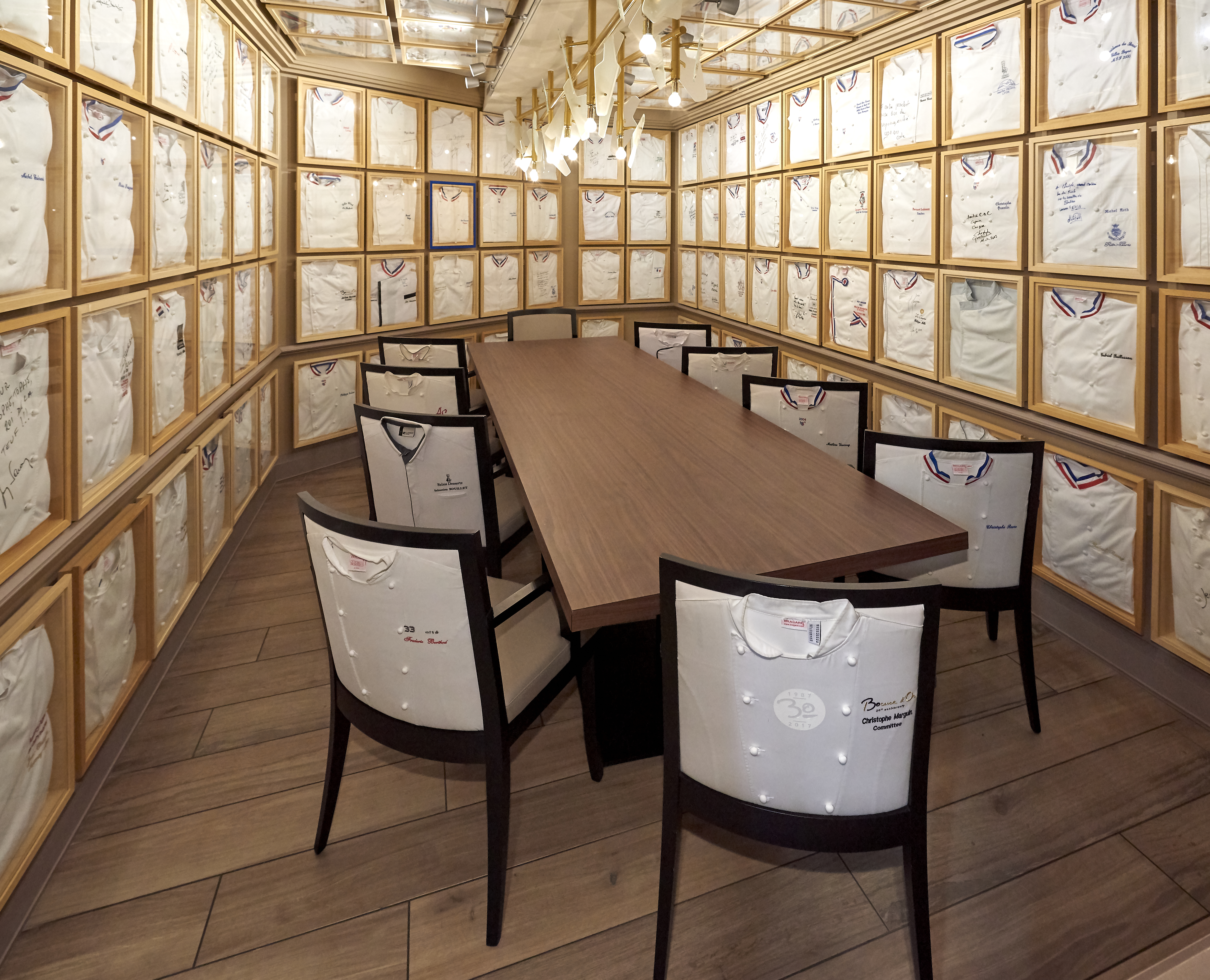
Salon des chefs du restaurant Le Président.

Depuis décembre 2017, Christophe Marguin gère le restaurant Le Président.

## Politique
En 2020 il est candidat aux élections métropolitaines du Grand Lyon dans la circonscription Lyon Nord (liste rassemblée LREM-LR). Le 28 juin 2020, il est élu conseiller métropolitain de la ville de Lyon.

## Polémique
Lors d'une discussion supposément en off, mais filmée par une caméra de télévision, il insulte l'électorat écologiste de la ville peu avant le scrutin métropolitain de 2020.

## Distinctions
- Concours Prosper-Montagné[1]
- Prix culinaire international Pierre Taittinger (1996)[7]

### Décorations
- Chevalier de la Légion d'honneur (2012)[2],[8]
- Officier de l'ordre national du Mérite (2019)
- Commandeur de l'ordre du Mérite agricole (2015)[2]
- Officier de l'ordre des Arts et des Lettres (2020)[9].
- Officier de l'ordre des Palmes académiques (2014)
- Médaille de la jeunesse, des sports et de l'engagement associatif, bronze (2017)